# Campionato del mondo di calcio da tavolo 2004 - Categoria squadre veterans

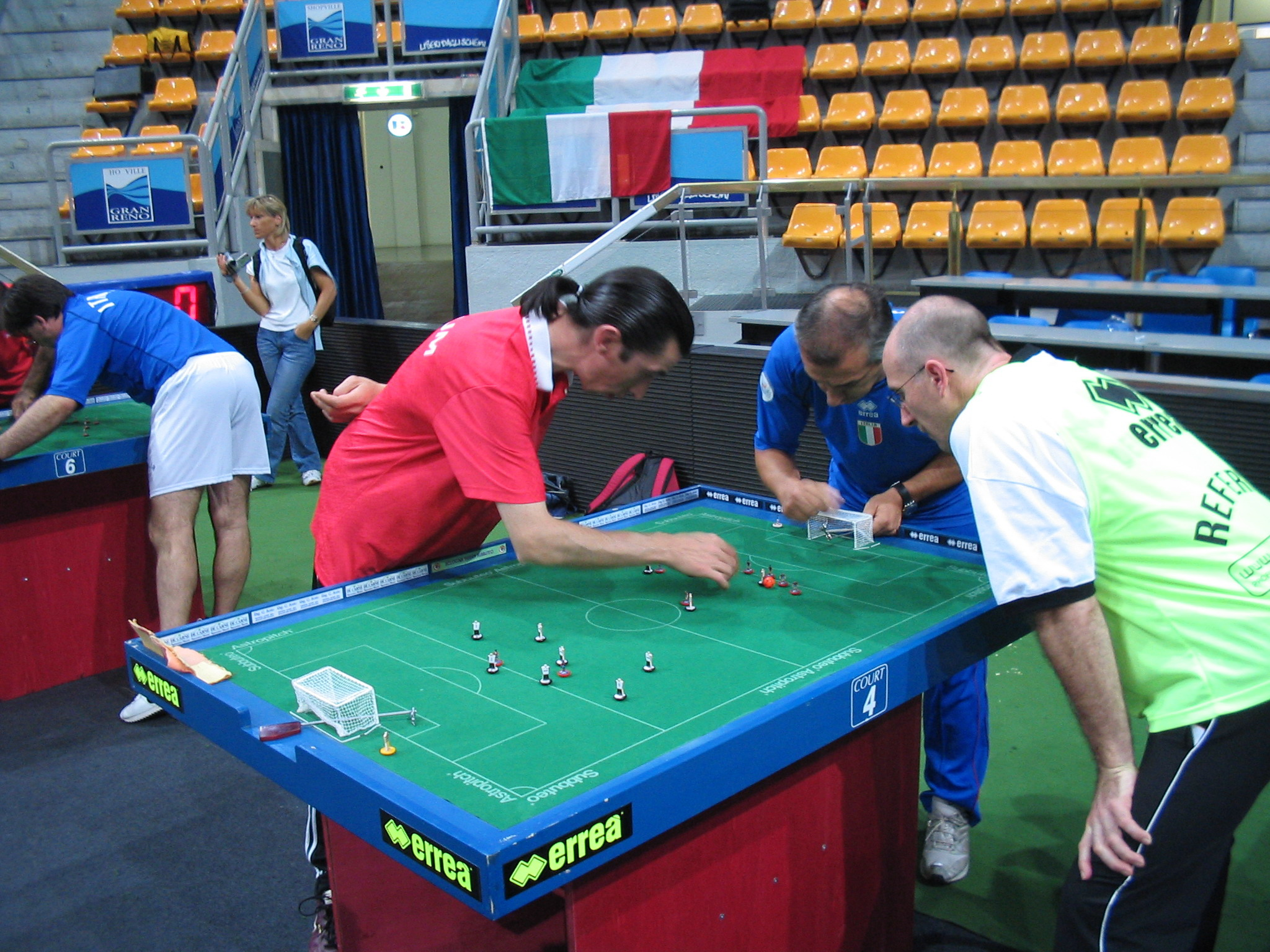
Italia-Belgio: Renzo Frignani vs Marcel Lange

Il Campionato del Mondo di Calcio da tavolo di Bologna in Italia.
Fasi di qualificazione ed eliminazione diretta della gara a squadre della Categoria Veterans (19 settembre).
Per la classifica finale vedi Classifica.
Per le qualificazioni delle altre categorie:
- squadre individuale Open
- squadre Open
- individuale Under19
- squadre Under19
- individuale Under15
- squadre Under15
- individuale Veterans
- individuale Femminile
- squadre Femminile

## Girone 1
Italia  -  Belgio 3-0
| Renzo Frignani   | Francis Frédérick / Benoît Jadot | 3-0 |
| Enrico Tecchiati | Steve Grégoire                   | 2-1 |
| Massimo Conti    | Fabrice Mazzaglia                | 1-1 |
| Mauro Nardini    | Jos Ceulemans                    | 2-0 |

Austria  -  Germania 1-3
| Herbert Wurst     | Thorsten Büsing | 0-2 |
| Manfred Schuhmann | Fred Vulpes     | 1-3 |
| Michael Hasieber  | Michael Kappl   | 2-1 |
| Gustav Adler      | Janue Gersie    | 1-2 |

Italia  -  Germania 4-0
| Renzo Frignani | Janue Gersie    | 1-0 |
| Corrado Trenta | Hans Ruf        | 1-0 |
| Massimo Conti  | Michael Kappl   | 2-1 |
| Mauro Nardini  | Thorsten Büsing | 2-0 |

Austria  -  Belgio 1-3
| Herbert Wurst     | Marcel Lange      | 0-1 |
| Manfred Schuhmann | Francis Frédérick | 0-1 |
| Gustav Adler      | Fabrice Mazzaglia | 1-5 |
| Michael Hasieber  | Jos Ceulemans     | 1-0 |

Italia  -  Austria 4-0
| Enrico Tecchiati | Manfred Schuhmann | 4-0 |
| Corrado Trenta   | Herbert Wurst     | 3-0 |
| Massimo Conti    | Gustav Adler      | 3-1 |
| Mauro Nardini    | Michael Hasieber  | 1-0 |

Belgio  -  Germania 3-0
| Marcel Lange      | Janue Gersie    | 4-3 |
| Jos Ceulemans     | Hans Ruf        | 2-1 |
| Fabrice Mazzaglia | Michael Kappl   | 2-0 |
| Steve Grégoire    | Thorsten Büsing | 1-1 |

## Finale
Italia  -  Belgio 1-0
| Renzo Frignani                   | Marcel Lange      | 1-1 |
| Mauro Nardini                    | Steve Grégoire    | 1-1 |
| Massimo Conti / Enrico Tecchiati | Fabrice Mazzaglia | 0-0 |
| Corrado Trenta                   | Jos Ceulemans     | 2-0 |